# Der Mann im Spiegel
Der Mann im Spiegel ist ein deutsches Stummfilm-Melodram aus dem Jahr 1916 von Robert Wiene mit Bruno Decarli in der Titelrolle.

## Handlung
Bruno Decarli verkörpert einen Mann, der eines Tages feststellen muss, dass seine Schwester von einem jungen Prinzen verführt worden ist. Er ermordet ihn am Tag dessen Hochzeit. Die junge Witwe des Ermordeten hat den Täter nur einmal kurz im Spiegel gesehen, aber bei der Wiederbegegnung sagt ihr ihre Intuition, dass dies der Mann im Spiegel, der Mörder ihres Gatten, sein muss. Sie will den Täter unbedingt vor Gericht bringen, setzt ihre weiblichen Waffen ein, umgarnt ihn, bis er der jungen Witwe seine Liebe gesteht. In dem Moment, in dem der Täter seine Schuld eingesteht, ist es auch um sie geschehen. Die Witwe hat sich in den Mörder ihres Gatten verliebt. Hin- und hergerissen zwischen Rachegelüsten und erwachender Leidenschaft, weiß sie keinen anderen Ausweg mehr, als sich das Leben zu nehmen.

## Produktionsnotizen
Der Mann im Spiegel entstand im Frühling 1916 im Messter-Film-Atelier in Berlins Blücherstraße 32, passierte im Mai 1916 die Filmzensur und wurde erst im Oktober 1917, im Berliner Mozartsaal, uraufgeführt. Der mit Jugendverbot belegte Film besaß vier Akte.
Die Bauten schuf Ludwig Kainer.

## Kritik
Der Kinematograph befand, dass das Material nicht wirklich neu sei, hier aber hier mit außerordentlichem Geschick präsentiert und von Robert Wiene mit erlesenem Geschmack umgesetzt worden sei.

„Dieser in jeder Hinsicht prachtvolle Film kann im wahrsten Sinne als ein Erlebnis bezeichnet werden, so nachhaltig ist der Eindruck, den der Beschauer empfängt. Eine durchwegs hochdramatische, ständig im Banne haltende Handlung, die im vornehmen Milieu der oberen Zehntausend spielt, wird schauspielerisch in vollendet meisterhafter Weise durchgeführt und vereint sich mit einer unvergleichlich schönen Inszenierung zu einem wunderbaren Ganzen, das überwältigend wirkt. Maria Fein in der tragischen Rolle der Fürstin, die es sich zur Aufgabe gestellt hat, den geheimnisvollen Schleier zu lüften, der über dem Tode ihres am Tage der Hochzeit ums Leben gekommenen Gatten liegt, und Benno Decarli in der Rolle des düsteren, vornehmen Sonderlings […].“